# روبرت هيوز (ناقد)
روبرت هيوز (بالإنجليزية: Robert Hughes)‏ هو كاتب أسترالي، ولد في 28 يوليو 1938 في سيدني في أستراليا، وتوفي في 6 أغسطس 2012 في ذا برونكس في الولايات المتحدة بسبب مرض.

## وصلات خارجية
- روبرت هيوز على موقع IMDb (الإنجليزية)
- روبرت هيوز على موقع الموسوعة البريطانية (الإنجليزية)
- روبرت هيوز على موقع قاعدة بيانات الفيلم (الإنجليزية)